# Lake Desmet
Lake Desmet is een meer in de Amerikaanse staat Wyoming, ongeveer 15 km ten noorden van de plaats Buffalo. Het meer is genoemd naar Pieter-Jan De Smet, jezuïet en missionaris uit Dendermonde die het meer voor het eerst beschreef in een brief van 24 augustus 1851. Alhoewel de naam van de priester anders wordt gespeld, wordt de naam soms geschreven als Lake Desmet. Evenwel, de officiële benaming is Lake De Smet.

## Ontstaan van Lake Desmet
Lake Desmet is een van de drainagebekkens in de regio dat ontstond na een steenkoolbrand. De afdeklaag stortte in en de vrijgekomen ruimte vulde zich met water. Het meer heeft geen uitstroom. Aanvankelijk bevatte het water een hoog zoutgehalte waardoor er in het meer slechts een kleine variëteit aan leven voorkwam. Een periode van meer neerslag tussen de jaren 1880 en 1915 zorgde voor verhoogde toevoer van zoet water via enkele kreken. De constructie van een irrigatiekanaal in 1917 met uitloop in het meer verhoogde het waterpeil nog. Andere aanpassingen vergrootten de oppervlakte van Lake Desmet tot 14,5 km².
Ten noorden van het meer is er nog steeds steenkool in de bodem aanwezig. De laag varieert in dikte tussen 30 en 70 m en op een diepte niet groter dan 30 m.
Op een heuvel ten westen van Lake Desmet zijn er sporen terug te vinden van de Bozeman Trail, een route die de Oregon Trail verbond met de goudmijnen van Montana. Tot op vandaag geloven omwoners dat er zich in het meer een monster schuilhoudt. Zij noemen het Smetty.

## Afbeeldingen

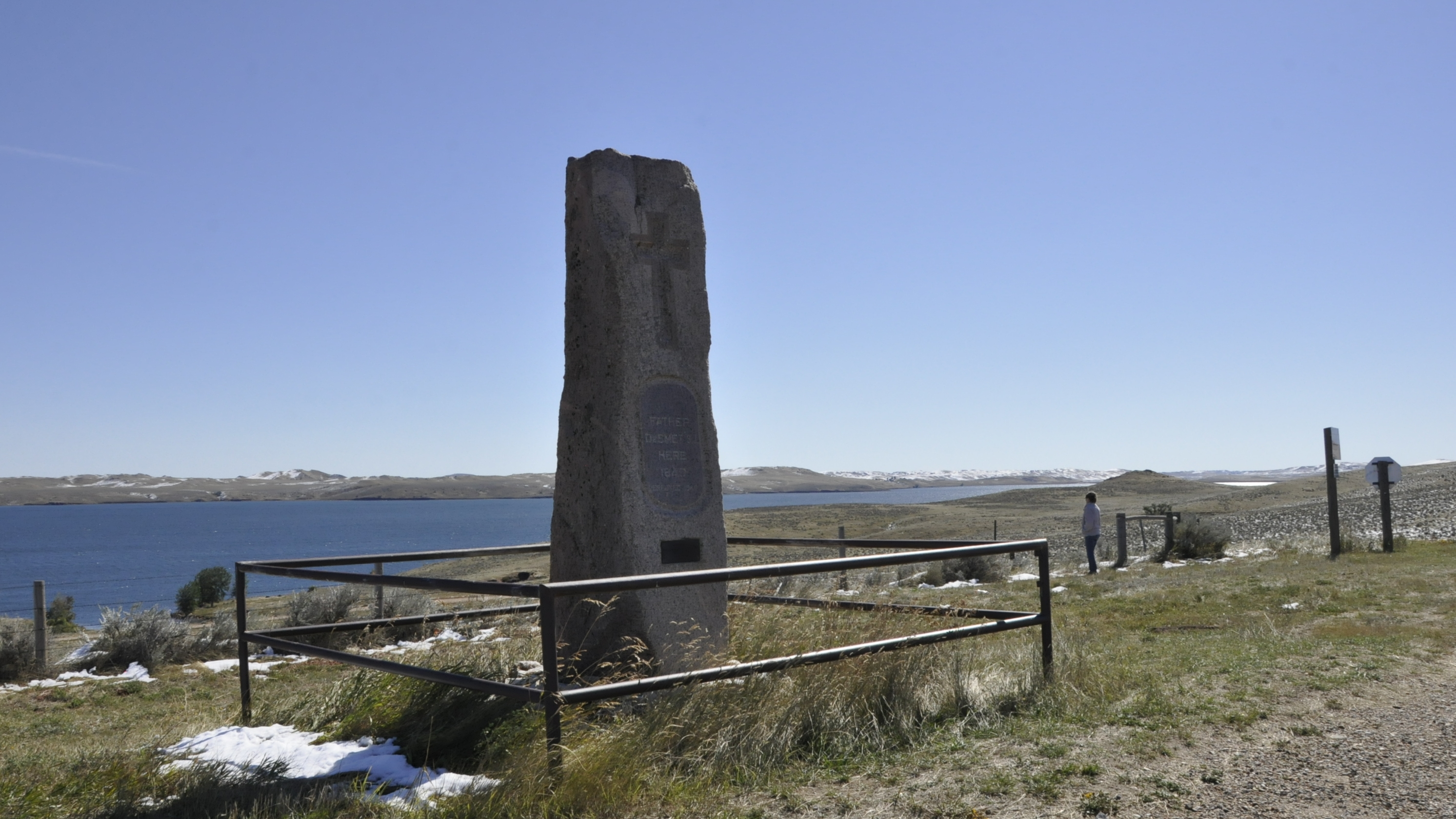
Lake Desmet en het gedenkteken voor Pieter-Jan De Smet
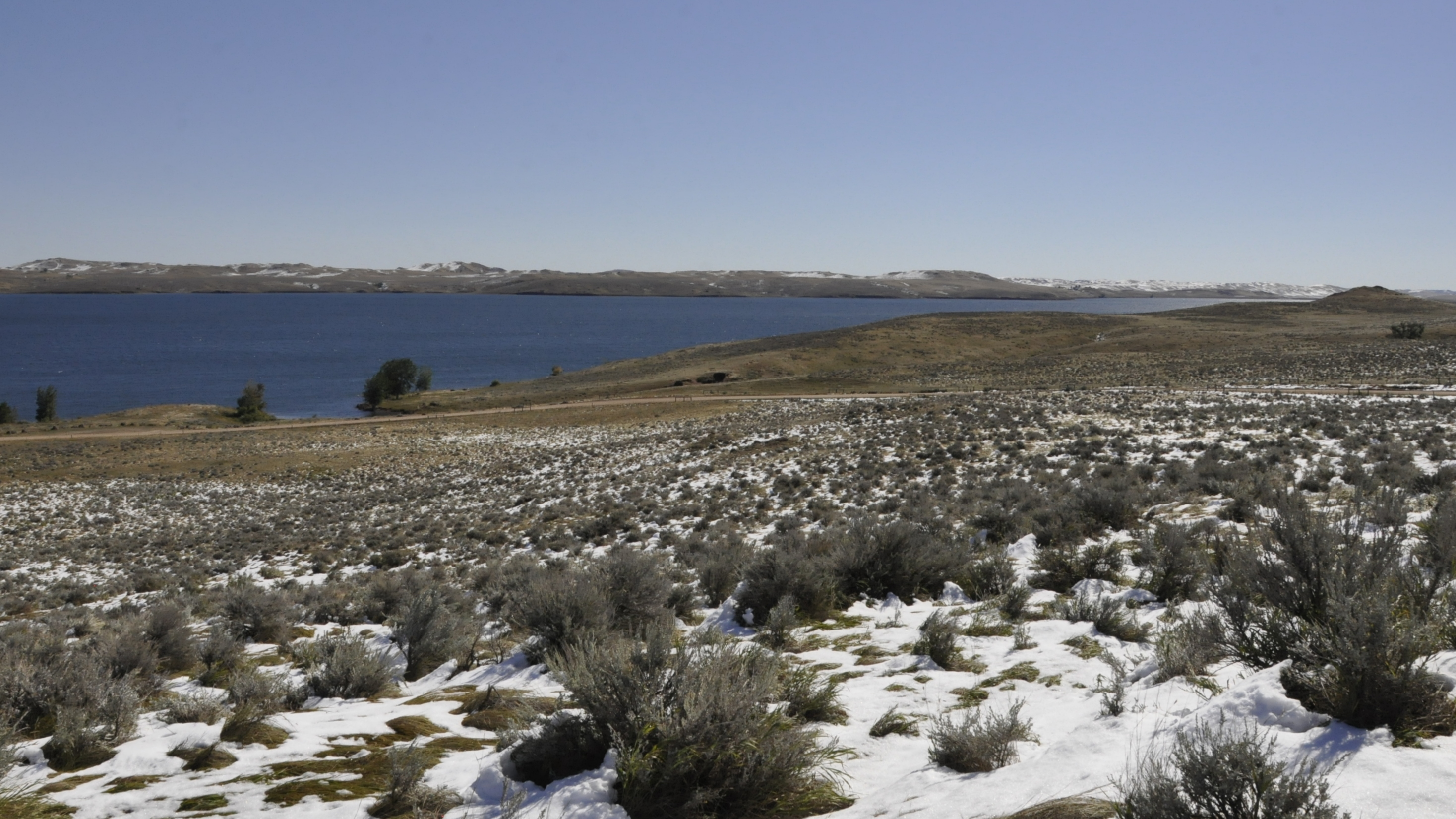
Lake Desmet